# Михайло Черкашенин
Михайло Черкашенин (? — друга половина 1581, Псков) — отаман донських козаків за московського царя Івана Грізного.

## Біографія
За прізвиськом був українського (черкаського) походження.
Вперше згадується в джерелах за 1548 рік, коли разом з тульським служилим козаком Істомою Ізвольським поставив «залогу» (фортецю) на Переволоці. У 1556 році брав участь у спільному поході московського війська й козаків на Кримське ханство. У ході цього наступу воєвода розбив загін кримців близько Озова. Воєвода Ржевський здійснив похід вдо Наддніпрянщини, де до нього приєдналися козаки отамана Михайла Єськовича з Каніва; він дійшов до Очакова й спалив передмістя фортеці. Михайло Черкашенин з дінськими козаками на річці Кальміус вийшов в Озівське море й розорив татарські селища в околицях Керчі. У 1559 році розгромив кримців у верхів'ях Сіверського Дінця й надіслав полонених до Москви. У 1570 році супроводжував московського посла Івана Новосільцева від Рильська до Озова.
В 1572 році Михайло Черкашенин брав участь у битві при Молодях у складі Великого полку. Чисельність його загону невідома літописцям. На відміну від інших козацьких отаманів він не допускав командування козаками шляхетськими воєводами. У битві при Молодях московська армія завдала жорстокої поразки турецько-кримському війську, незважаючи на те, що Московське царство була змотане невдачами Лівонської війни та чумою.
Після битви при Молодях кримцям вдалося захопити сина Черкашенина Данила, якого засудили до смерті. У відповідь Черкашенин захопив передмістя Озова й полонив в ньому 20 знатних людей, в тому числі, шурина турецького султана Сеїна. Але обмін полоненими не відбувся. Кримський хан стратив Данилу незважаючи на прохання Озовського паші. Після цього війна з кримцями загострилася. Донці щороку нападали Озовську фортецю.
У 1579 році Черкашенин брав участь у війні з Польщею й Лівонією. Іван Грозний, прибувши до Пскова послав невеликі загони, у тому числі й Черкашенина, проти переважаючих сил Стафана Баторія, що облягали Полоцьк. Іван Грозний виявляв нерішучість, не надавав допомоги окремим загонам й не давав наказу на відступ. Внаслідок московські воєводи були розбиті, а козаки уникли поразки, тому що діяли незалежно й пішли на Дон. Воєводи намагалися перекласти на Черкашенина відповідальність за поразку, що, ймовірно, не мало для нього наслідків.
У 1581 році Черкашенин з донськими козаками бере участь у обороні Пскова від військ Баторія.
Про хоробрість Черкашенина складалися легенди. Вважалося, що він зачарований від куль, й навіть літописець записав, що він заговорює ворожі ядра.
Про смерть отамана літописець написав: «Да тут же вбили Мишку Черкашенина, а вгадав себе сам, що йому бути вбитим, а Псков буде цілий. Й то він сказав воєводам.»

## Пам'ять
Йменням отамана Черкашенина пішла названо хутір Малий Мишкін в Аксайського району Ростовської області.